# Ivobiantes
Ivobiantes is een geslacht van hooiwagens uit de familie Biantidae.
De wetenschappelijke naam Ivobiantes is voor het eerst geldig gepubliceerd door Lawrence in 1965. 

## Soorten
Ivobiantes is monotypisch en omvat slechts de volgende soort:
- Ivobiantes spinipalpis